# Greubel Forsey
Pour l’article homonyme, voir Keith Forsey.
Greubel Forsey est une entreprise horlogère suisse spécialisée dans les complications mécaniques horlogères existantes et la création de mécanismes. Créée en 2004 par Robert Greubel et Stephen Forsey, elle est basée à la Chaux-de-Fonds, en Suisse.

## Entreprise

### Historique

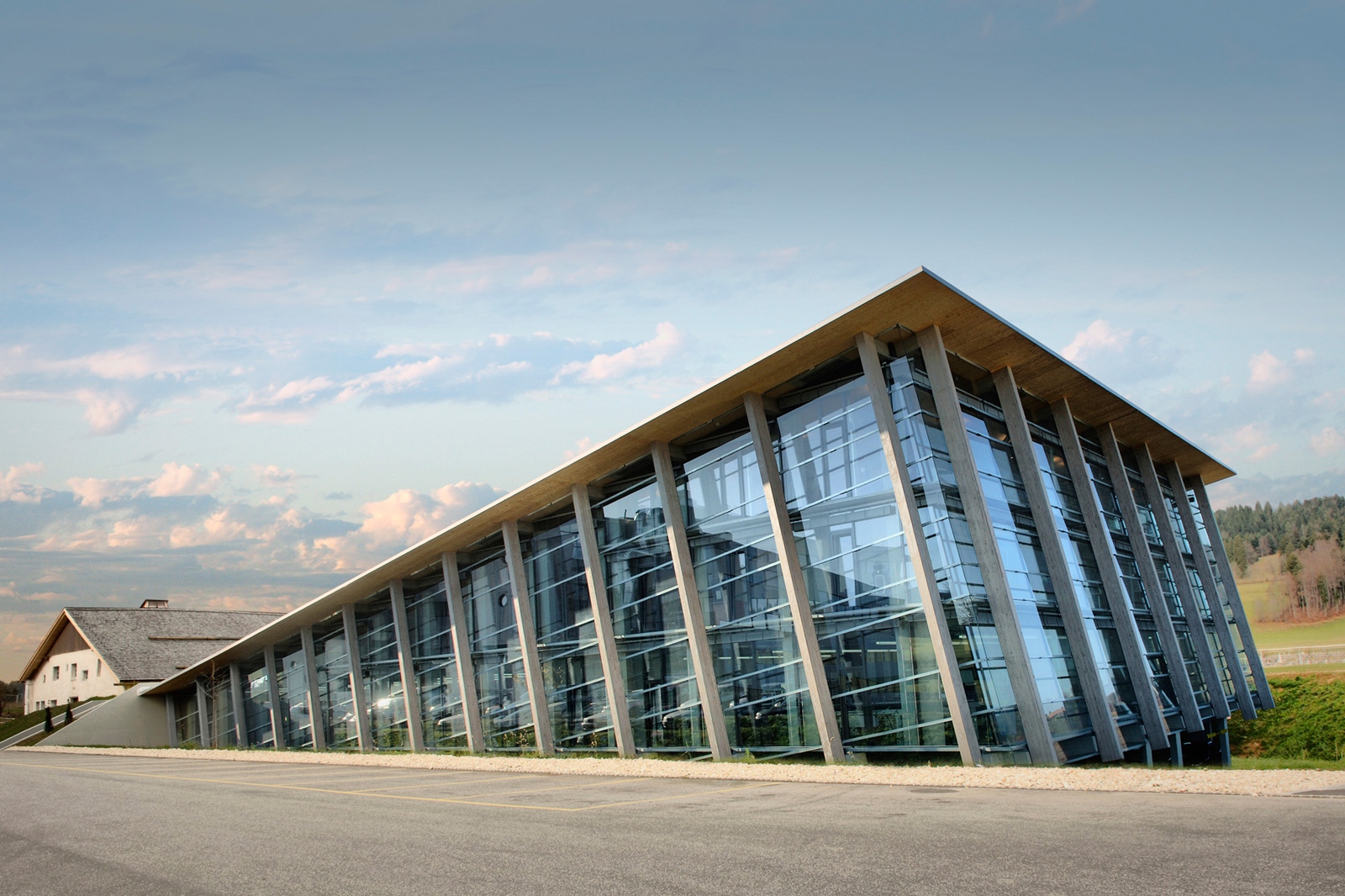
Greubel Forsey Manufacture

Robert Greubel, un Alsacien né en 1960, et Stephen Forsey, un Anglais né en 1967, se rencontrent en 1992 chez Renaud & Papi, où ils développent des complications pour montre-bracelet. Ils se mettent à leur compte en 2001 en créant leur propre bureau de développement et de prototypes, nommé Complitime. 
Ils lancent Greubel Forsey en 2004 lors de Baselworld. 
En 2006, le groupe Richemont acquiert 20 % du capital de Greubel Forsey. Cette part est rachetée par l'entreprise en 2022.
En 2011, une montre à double tourbillon de l'entreprise remporte un concours organisée par le Musée d'Horlogerie du Locle.

### Données économiques
L'entreprise compte 140 collaborateurs en 2023.
Elle a un volume de production très réduit, dans le haut de gamme, avec 108 montres en 2016.

### Directeurs

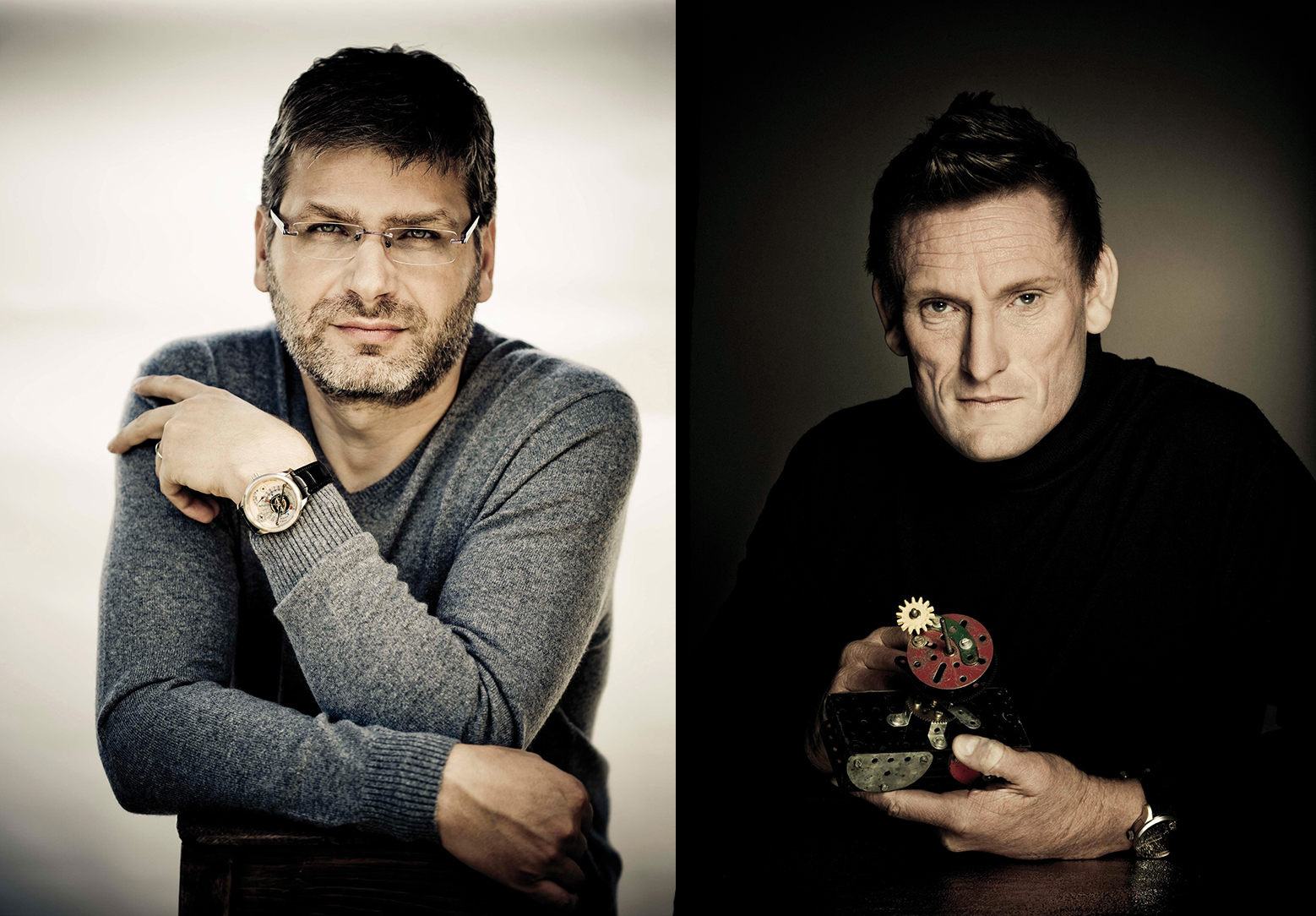
Robert Greubel et Stephen Forsey

Depuis 2024: Michel Nydegger 
2020 - 2024 : Antonio Calce
2018 - 2020 : Fabrice Deschanel

...